# ۳-هپتانول
۳-هپتانول (به انگلیسی: 3-Heptanol) یا هپتان-۳-ال یک ترکیب شیمیایی (الکل) با شناسه پاب‌کم ۱۱۵۲۰ یکی از چهار ایزومر ساختاری هپتانول است. 
۳ - هپتانول کایرال (دارای ایزومرهای فضایی R و S) است. 

## ویژگی‌ها
- فرمول شیمیایی: CH3(CH2)6OH
- شکل: مایع بی‌رنگ
- وزن مولکولی: 116.20
- نقطه ذوب: -34°
- نقطه جوش: 175-176°
- نقطه اشتعال: 73° (163°F)
- چگالی: 0.820
- ضریب شکست: 1.4240
- حلالیت: محلول در آب 1.7 g/L در 25°C

## کاربردها
- صنعت عطرسازی: به عنوان یک عامل معطر در تولیدات آرایشی و بهداشتی استفاده می‌شود.
- واسطه‌های شیمیایی: به عنوان یک واسطه در فرآیندهای مختلف شیمیایی استفاده می‌شود.